# Ронкальоло, Сантьяго
Сантьяго Ронкальоло (исп. Santiago Roncagliolo, 29 марта 1975, Мирафлорес, провинция Лима) – перуанский писатель, журналист, драматург, переводчик, сценарист.

## Биография
Сын журналиста, социолога, политического деятеля Рафаэля Ронкальоло. Детство провел в Мексике. Закончил частный Католический университет Перу по специальности «Литература и языкознание». В 2000 переехал в Испанию, жил в Мадриде, в настоящее время живет в Барселоне.

## Творчество
Помимо романов и новелл, выступает как драматург, сценарист,  работает на радио и телевидении, публикуется в периодике, пишет книги для детей. Переводит с французского (Андре Жид, Жан Жене).

## Произведения
- Tus amigos nunca te harían daño 1999 (драма)
- Rugor, el dragón enamorado Alfaguara, 1999 (книга для детей)
- La guerra de Mostark, Santillana, 2000 (книга для детей)
- El príncipe de los caimanes, Ediciones del Bronce, Barcelona, 2002 (роман)
- Грустное занятие - взрослеть/ Crecer es un oficio triste, El Cobre Ediciones, Barcelona, 2003 (новеллы)
- El arte nazi, 2004 (эссе)
- Стыд/  Pudor,  Alfaguara, 2004 (роман, экранизирован в 2007, )
- Matías y los imposibles, Siruela, 2006
- Кровавый апрель/  Abril rojo, Alfaguara, 2006 (роман, премия издательства Альфагуара, премия «Индепендент» за переводную прозу, 2011)
- Jet Lag, Alfaguara, 2007 (газетные хроники)
- Четвертый меч. История Абимаэля Гусмана и Сендеро Луминосо/ La cuarta espada. La historia de Abimael Guzmán y Sendero Luminoso, Debate, 2007
- Воспоминания одной дамы/  Memorias de una dama, Alfaguara, 2009 (роман)
- Совсем рядом с жизнью/ Tan cerca de la vida, Alfaguara, 2010 (роман)
- Уругвайский любовник/ El amante uruguayo. Una historia real, Alcalá, 2012 (об отношениях Энрике Аморима и Федерико Гарсиа Лорки)
- Оскар и женщины/ Óscar y las mujeres,  Alfaguara, 2013 (роман, опубликован в дигитальном виде и лишь позднее – в бумажном)

## Признание
В 2010 британский журнал Granta назвал Ронкальоло в числе 22-х наиболее интересных авторов моложе 35 лет, пишущих по-испански (наряду с аргентинкой Самантой Швеблин).